# Antonio Desole
Antonio Desole (Ploaghe, 1898 – Sassari, 1991) è stato un cantante italiano, cantadore della prima generazione, da molti è considerato il più grande fra i cantadores a s'antiga, (cantanti all'antica), fu l'inventore de “sa Piaghesa antiga”.
Antonio Desole esordisce all'età di 21 anni a Monti dove cantò con i colleghi Bainzu Degortes e Paolo Deriu, con alla chitarra Nicolino Cabitza. 
Nel 1929 insieme al chitarrista Ignazio Secchi a Milano registrò il suo primo disco.
Lo stesso anno insieme ai colleghi Pietro Porqueddu e Luigino Cossu incise un 78 giri per la casa discografica La voce del padrone.
Nel 2000 a Ploaghe è stato costituito  il Comitato per il canto sardo ed è stato intitolato alla memoria di Antonio Desole.